# Manuel Fernández Juncos
Manuel Fernández Juncos (Ribadesella, 11 dicembre 1846 – San Juan, 18 agosto 1928) è stato un poeta e giornalista spagnolo naturalizzato portoricano.
Emigrato dalle Asturie sull'isola caraibica in giovane età, è ricordato soprattutto per avere scritto, nel 1903, il testo della Borinqueña, che nel 1952 divenne l'inno nazionale ufficiale di Porto Rico.